# Aromia moschata
Aromia moschata је врста инсекта из реда тврдокрилаца (Coleoptera) и породице стрижибуба (Cerambycidae). Сврстана је у потпородицу Cerambycinae.

## Распрострањеност и станиште
Врста је распрострањена на подручју Европе, Блиског истока, Русије и Казахстана. У Србији је широко распрострањена, од низија до надморских висина преко 1000 m. Типична станишта која насељава су влажна - обале река и плавне шуме пошто је врста исхраном везана пре свега за различите врсте врба.

## Опис
Тело је металнозелене, плаве, љубичасте, бакарне, црвенкасте па све до црне боје. Неки примерци могу имати црвен пронотум. Антене су дугачке. Дужина тела од 13 до 34 mm.

## Биологија
Животни циклус траје три године, а некад и дуже. Ларва се развија у оштећеним стаблима листопадног дрвећа, а адулти се срећу на домаћину или околним цветовима. Одрасле јединке се срећу од маја до септембра. Као биљка хранитељка се најчешће јављају различите врсте врба, али такође и топола, јавор и јова.

## Статус заштите
Врста се налази на Европској црвеној листи сапроксилних тврдокрилаца.

## Синоними
- Cerambyx moschatus Linnaeus, 1758
- Cerambyx odoratus DeGeer, 1775